# غريغ إغان
غريغ إغان (بالإنجليزية: Greg Egan)‏ هو كاتب أسترالي، ولد في 20 أغسطس 1961 في برث في أستراليا.

## وصلات خارجية
- الموقع الرسمي
- غريغ إغان على موقع IMDb (الإنجليزية)
- غريغ إغان على موقع ميوزك برينز (الإنجليزية)